# اللغة الهندية الكاريبية

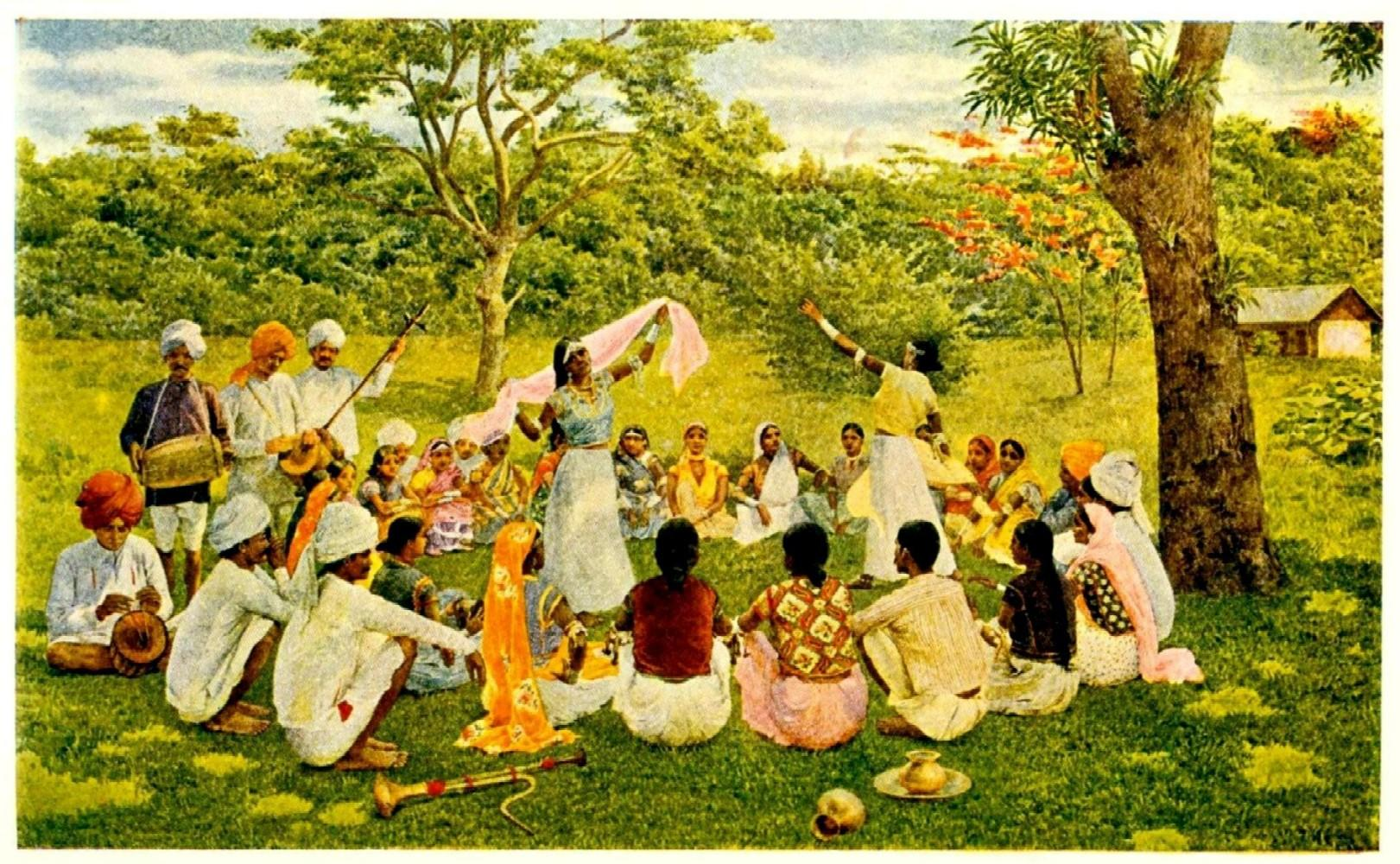
صورة لهنود (شبه القارة الهندية) الكاريبيين تعود إلى القرن ال19ـ توضح صورة من الاحتفالات الثقافة لهنود شيه القارة الهندية في جزر الكارييبي من خلال الفلكلور والموسيقى.

لغة هندية كاريبية (بالفرنسية L'hindoustani caribéen) وبالإنجليزية Caribbean Hindustani) أو لغة هنود السورينام (بالهولندية Sarnami Hindoestani) أو السرنامي (بالإنجليزية Sarnami).
هي لغة أو بشكل أدق عامية أو لهجة تسود بين هنود منطقة الكاريبي وخصوصا سورينام وجامايكا وترينيداد وتوباغو وغويانا، وهي مشتقة عن اللغة الأم «اللغة البوجبورية».
واللغة الأم البوجبورية (भोजपुरी بوجپوری ‎[ˈbʱo:dʒpʊri:]‏) هي لغة إقليمية محكية في أجزاء من شمال الهند الأوسط وشرقها. يتكلمها أهل الجزء الغربي من ولاية «بيهار» خصوصا، والجزء الشمالي الغربي من ولاية جهارخاند ومنطقة «بيرفنشال» ب«أتر برديش»، فضلا عن المنطقة المتاخمة للسهول الجنوبية في نيبال.
وبذلك تعتبر اللغة الهندية الكاريبية واحدة من مجموعة اللغات البهارية التي يعود منشأها إلى الهند الشرقية وأجزاء من النيبال وبعض مناطق بنغلاديش وبورما، وبذلك أيضا تعتبر اللغة الهندية الكاريبية لغة هندو آرية تنتمي إلى عائلة اللغات الهندو-أوروبية.

## لهجات كاريبية هندية
لهجات الكاريبي الهندية في غويانا المجاورة، والمعروفة باسم آيلي أو الجيلي Aili، يتحدث بها عدد قليل من كبار السن في مجتمع من 300,000 هندي جوياني.
في «ترينيداد وتوباغو» تعرف الهندية الكاريبية «بالتريندادية البهوجبرية». في عام 1996 أحصي أكثر من 15633 نسمة يتحدثون بها.

## موضوعات متعلقة
- قائمة اللغات البهارية